# Бульвар

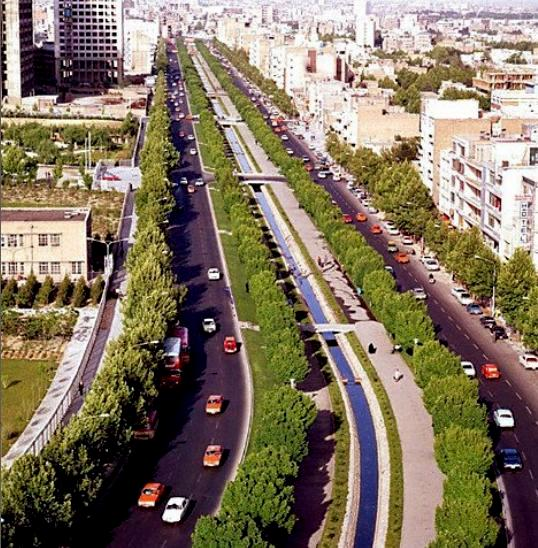
Бульвар по центру вулиці з висоти пташиного польоту

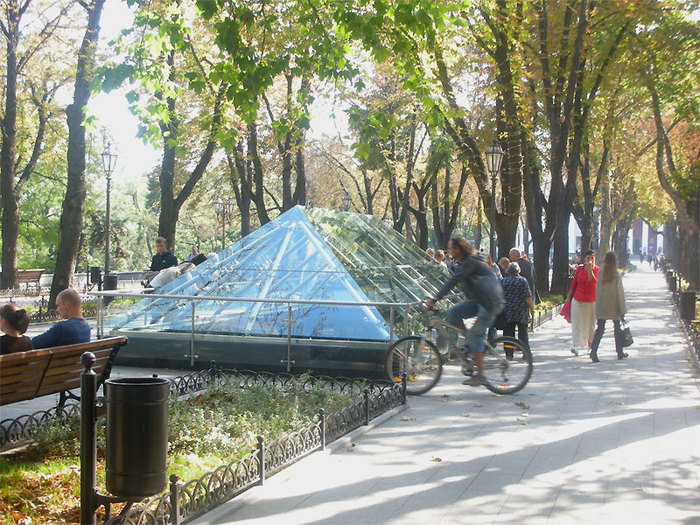
Античний музей на Приморському бульварі в Одесі

Бульва́р (фр. boulevard, від нід. bolwerk — «укріплений вал, больверк») — широка алея на міській вулиці, у сучасному розумінні, як правило, бульвар є озелененою прогулянковою пішохідною ділянкою, що оточена дорожнім полотном з обох боків, може мати зони для велодоріжок, дитячих майданчиків і місць для короткочасного відпочинку.
Перші бульвари з'явилися у Парижі у XVIII ст., коли з метою розширення меж міста почали зносити непотрібні міські мури. І досі характерною рисою бульварів у містах Франції є те, що вони йдуть не від центру міста до його околиць, як проспекти, а навколо міст або їх районів.